# Кіоссе Микита В'ячеславович
Мики́та В'ячесла́вович Кіо́ссе (рос. Ники́та Вячесла́вович Кио́ссе; нар.13 квітня 1998, Рязань) — російський співак, переможець шоу «Хочу до Меладзе», колишній соліст бой-бенду «MBAND».

## Життєпис
Микита Кіоссе народився в місті Рязань. Завдяки дитячому музичному театру «Сузір'я добра», юний виконавець встиг підкорити безліч сердець як російських, так і українських шанувальників. Творча студія дала Микиті величезний крок у дорослий світ шоу-бізнесу, розкрила його талант і глибоке ставлення до музики.
Продюсерський центр «PARADIZ», офіційний представник та організатор пісенного конкурсу «Нова хвиля» в Україні, не зміг обійти стороною талановитого і харизматичного Микиту. За його плечима безліч творчих конкурсів і фестивалів, серед яких: «Надії Європи» (гран-прі, 1 місце); «Сонячний зайчик»; «Балтійські зірки» (гран-прі); «Дитяча Нова Хвиля», «Paradise Holiday», «Національний відбір на Дитяче Євробачення», «Музична академія Євробачення». Також, Микита Кіоссе став фіналістом телевізійного проекту «Голос. Діти» на телеканалі «1+1».
У 2014 році взяв участь у серіаліті «Хочу до Меладзе», переміг, і став одним з учасників нового бой-бенду MBAND.

## MBAND
На шоу Хочу до Меладзе Микита познайомився з багатьма учасниками, проте через правила шоу одні йшли, інші приходили. Від початку Микита був у команді Сергія Лазарєва і в ґранд-фіналі об'єднався з Владиславом Раммом, Артемом Піндюрою та Анатолієм Цоєм. Як фіналісти вони виконали нову пісню Костянтина Меладзе — Она вернётся.
Коментар Микити Кіоссе в інтерв'ю Woman.ru.

Потрапивши на кастинг, я навіть і не уявляв, що матиму змогу працювати з одним із найкращих продюсерів нашої країни. Бути на сцені і, головне, бути вартим її, — це моя мрія. Проект дав мені цей шанс, і я зірвав куш.

## Дискографія

### Студійні альбоми
- «Без фильтров» (2016)
- «Акустика» (2016)

### Сингли

#### Пісні у складіMBAND
- 2014 — Она вернётся
- 2015 — Дай мне
- 2015 — Посмотри на меня
- 2015 — Чего ты хочешь
- 2016 — Всё исправить
- 2016 — Невыносимая
- 2017 — Правильная Девочка
- 2017 — Не победил
- 2017 — Помедленнее
- 2018 — Ниточка

#### Сольні пісні
- 2012 — Ікар (укр.) (рос.) (англ.)
- 2013 — Там где ты

## Відеографія

### Сольні кліпи
| Рік  | Кліп        | Режисер |
| ---- | ----------- | ------- |
| 2013 | Там, где ты | Geo     |

### Кліпи у складіMBAND
| Рік  | Кліп                            | Режисер            |
| ---- | ------------------------------- | ------------------ |
| 2014 | Она вернётся                    | Сергій Солодкий    |
| 2015 | Посмотри на меня                | Сергій Солодкий    |
| 2016 | Всё исправить                   | Сергій Солодкий    |
| 2016 | Подними глаза                   | Кирило Ганцев      |
| 2016 | Попробуй почувствуй (feat Нюша) |                    |
| 2016 | Невыносимая                     | Сергій Солодкий    |
| 2016 | Балерина                        | Михайло Колпахчиев |
| 2017 | Правильная девочка              | Олексій Купріянов  |
| 2017 | Помедленнее                     | Сергій Солодкий    |
| 2018 | Ниточка                         | Сергій Солодкий    |

### Як актор
| Рік  | Виконавець | Кліп                | Режисер          | Роль              |
| ---- | ---------- | ------------------- | ---------------- | ----------------- |
| 2013 | Kristall   | Крила (укр.)(англ.) | Олена Вахрамєєва | Закоханий парубок |